# SBB Ee 3/3 II
Die Elektrolokomotiven Ee 3/3II der Schweizerischen Bundesbahnen (SBB) entsprechen bezüglich Aussehen und im mechanischen Teil den weit verbreiteten Ee 3/3, können aber als Zweisystemlokomotiven auch unter dem französischen Stromsystem (25 kV, 50 Hz) eingesetzt werden. 1957 und 1958 wurden sechs Vorserienlokomotiven an die SBB geliefert, wobei drei verschiedene Ausführungen getestet wurden. Die Hersteller BBC, MFO und SAAS steuerten je eine Variante bei. Die mechanischen Teile aller sechs Lokomotiven waren gleich und wurden von der SLM in Winterthur gebaut. Sie trugen die SLM-Fabriknummern 4212 bis 4217.
1962 und 1963 wurde schliesslich eine Serie von neun Lokomotiven mit der elektrischen Ausrüstung von SAAS an die SNCF geliefert. Die mechanischen Teile stammten erneut von SLM und trugen die Fabriknummern 4425 bis 4433. Die Lokomotiven erhielten die SNCF-Nummern C 20151–20159, wurden jedoch bereits 1972 von der SNCF ausrangiert. Die SBB kauften die Lokomotiven und gaben ihnen die Betriebsnummern 16511 bis 16519. Sie standen im RB Lausanne, Brig und Basel im Einsatz.

## Betrieb

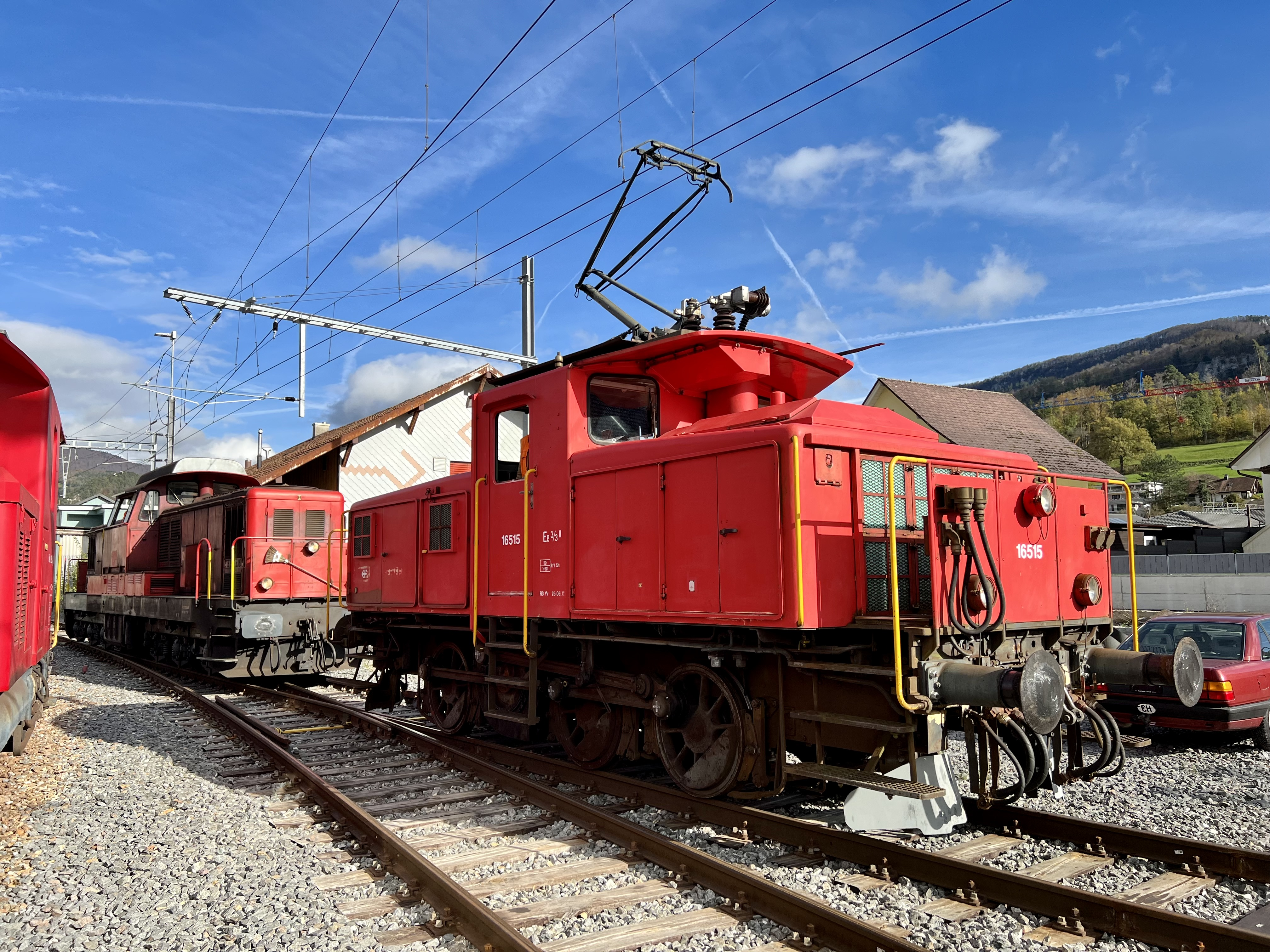
Die Ee 3/3 II 16515 (ex-C-20155) (November 2022)

Die Ee 3/3II 16501–16506 waren ausschliesslich im Grenzbahnhof Basel im Einsatz, wobei sie weitgehend dieselben Aufgaben übernahmen wie die Ee 3/3. Im Gegensatz zu den sechs Vorserienlokomotiven waren die neun an die SNCF gelieferten Lokomotiven mit Vielfachsteuerung für den Einsatz in Doppeltraktion ausgestattet. Sie wurden hauptsächlich vor Güterzügen zwischen dem Güterbahnhof Saint-Louis in Frankreich, dem Güterbahnhof Basel Wolf und Rangierbahnhof Basel-Muttenz eingesetzt. Die Lokomotiven verkehrten meist in Doppeltraktion und waren formal dem Depot Mulhouse-Ile Napoléon zugeteilt, verbrachten jedoch die gesamte Betriebszeit in der Aussenstelle Saint-Louis. Ihr Einsatz endete 1971 und 1972 bei Ablieferung der 13 Mehrsystemlokomotiven BB 20200, die direkt die Schweizer Bahnhöfe anfahren konnten.
Im Rahmen der Revision der Bauartbezeichnungen wurde vorgesehen, die Fahrzeuge der Vorserie als Ee 931 und die Serien-Fahrzeuge als Ee 932 zu bezeichnen. Auf eine konsequente Umzeichnung wurde jedoch verzichtet und nur einzelne Lokomotiven anlässlich von Hauptrevisionen und Neuanstrich mit neuen Nummern versehen. In neuerer Zeit wurden dabei die letzten drei Ziffern der bisherigen Nummer beibehalten (siehe SBB Ee 934). Die Lokomotiven der Vorserie wurden 1994 bis 2002 und die übrigen mit Ausnahme von 16515 in den Jahren 2006 bis 2010 ausrangiert.
Die Ee 3/3II 16515 (ex-C-20155) wurde von 2004 bis 2011 in Basel eingesetzt. Ab 2011 erfolgte der Einsatz in der IW Yverdon für das Verschieben der ICN-Triebzüge mit einer speziellen Kupplungsvorrichtung auf einer Seite der Lokomotive. Die Lokomotive wurde im Frühling 2020 ausrangiert und in die IW Biel überführt. Ende Dezember 2020 wurde sie von den neuen Eigentümern mit Unterstützung des DSF in Biel abgeholt und nach Balsthal überführt. Die Lokomotive ist weiterhin betriebsfähig und wurde nahezu in ihren letzten Betriebszustand bei der SNCF zurückversetzt.
16515 gehört Privaten, ist aber beim Verein DSF Koblenz eingelöst unter der Nummer 97 85 1 932 515-0.